# Giganta (cómic)
Giganta (cuyo nombre real es la Doctora Doris Zuel) es un personaje ficticio, que ha sido creado para la editorial DC Comics, apareciendo no solo en las historietas de la editorial, sino que también ha sido objeto de variadas publicaciones y medios relacionados. Considerada para ser uno de los clásicos enemigos más famosos de toda la vida de la Mujer Maravilla, y un enemigo menor de vez en cuando del reconocido héroe Átomo, Giganta posee una capacidad sobrehumana para aumentar su masa y su tamaño físico, transformándola de manera efectiva en una Giganta. Su primera aparición, es en las páginas de la historieta de la Wonder Woman Vol. 1 #9, publicado en el año de 1944, escrito por el creador de la Mujer Maravilla William Moulton Marston, en donde es presentada inicialmente como una gorila gigante, que hace que sus caracteres físicos sean manipulados por las maquinaciones de un científico que termina por convertirla en una brutal mujer pelirroja. Las posteriores adaptaciones (incluyendo su clásica aparición en la serie de dibujos animados de Hanna-Barbera, El Reto de los Súper Amigos (parte de la continuación de los Súper amigos), en la década de 1970, fueron los que le introdujeron la capacidad para cambiar su tamaño al de una increíble Mujer Gigante, característica por la cual se ha mantenido hasta la fecha.

## Historia sobre la publicación
Cuando Giganta fue introducida como enemigo de la "Edad de Oro" de la Mujer Maravilla, aparición por primera vez en las páginas de la historieta de la Wonder Woman Vol. 1 #9. En esta versión original sobre su historia, un científico llamado el Profesor Zool artificialmente mutó a un simio hembra llamada Giganta, en una mujer pelirroja superfuerte y maliciosa. La máquina mutación provoca que tenga una falla en la genética del simio causando que se volviera loca y de algún modo, hace que regrese a un estado primitivo a todo el mundo. Por lo tanto, Giganta se uniría a una tribu primitiva, que terminan por atacar a la Mujer Maravilla, pero que al final, Giganta resulta siendo derrotada. Cuando el mundo es restaurado a una Edad de oro de la humanidad, Giganta empieza a causar problemas al tratar de fomentar una rebelión, que resulta siendo detenida por la misma Marvila. Cuando el mundo vuelve finalmente a la normalidad, Giganta conserva su forma como una "brutal supermujer". Giganta finalmente sería sometida y capturada por la Mujer Maravilla, y llevándosela a isla Paraíso para que la criatura fuera rehabilitada. En la edición #28 de Wonder Woman, se une a una rebelión de prisioneros que se encontraban detenidos en la isla, dicha rebelión fue iniciada por el esclavista Satuniano alienígena Eviless, por lo tanto, Giganta se convierte en miembro del equipo criminal conocido como Villainy Inc. Eviless entonces se lleva el Lazo de la Verdad de la Mujer Maravilla y secuestra a la reina Hipólita. Ella se uniría a una reina Atlante llamada Clea para causar más problemas. Giganta no se le vuelve a ver otra vez en los cómics sino hasta 1966, cuando es restaurada en la continuidad de Tierra-1, en las páginas de Wonder Woman Vol.1 #163 (1966), en la que se renovó su origen para que fuese incluida junto a otro miembro de la galería de villanos de Wonder Woman, el Doctor Psycho. Su fisiología también sería cambiada, pasando de ser una Gorila mutada en un ser humano a convertirse también en una Mujer rubia, que para el momento le dieron una gran actualización que renovó al personaje, aunque su apariencia fue de corta duración (puesto que llevaba cabello rubio y con una mayor estatura física), dándole el cabello hasta la longitud de la cintura y una estatura física aún mayor que la original.
Giganta en continuas ocasiones enfrentaba a Wonder Woman en el plano individual, aunque en una ocasión, hizo equipo con Gorilla Grodd en un intento por convertir en humanos a los habitantes de Ciudad Gorila. Dicho intento fue frustrado por la Liga de la Justicia y Solovar.

## Biografía del personaje ficticio
Giganta es la historia de la Doctora Doris Zuel, que sufre de una grave y severa enfermedad en la sangre que resulta siendo mortal. Ella exige la ayuda de la Mujer Maravilla luego de que esta la secuestra, para llevar a cabo sus planes, la heroína será parte de una transferencia de cuerpos, donde planea utilizar la "esencia de la vida" en el cuerpo de la Mujer Maravilla, al utilizar una máquina experimental. Mientras se llevaba a cabo el experimento, fue interrumpida por la inoportuna llegada de Wonder Girl a mitad del experimento, sin embargo, la esencia de la doctora Zeul con su conciencia, termina en el cuerpo de una Gorila hembra, que era utilizada como sujeto de pruebas, llamada Giganta.
Desesperada por volver a la mente de su cuerpo humano, Zeul la gorila secuestra a una supermujer de circo que se encontraba en estado de coma llamada Olga, que también era una metahumana, con capacidades para cambiar su tamaño, habilidades que había conseguido por medios desconocidos (aunque en el caso de Olga que estaba en coma, debido a un misterioso chamán) utiliza su máquina para transferir con éxito su mente a ese cuerpo, manteniendo el nombre de villana, haciéndose llamar de ahora en adelante como "Giganta".
Después de su transformación, Giganta busca la alianza con la Reina Clea y la encarnación moderna de Villainy Inc., en un intento por conquistar el mundo perdido de Skartaris. Sin embargo, Villainy Inc. sería derrotados por la Mujer Maravilla, pero Giganta posteriormente aparecería como miembro de varios grupos criminales, entre ellos la Sociedad Secreta de Supervillanos.

### Crisis Infinita
Como parte de la Sociedad, participaría en la "Batalla de Metrópolis", una confrontación contra varios héroes, incluyendo a Elasti-Girl, la chica que cambia su tamaño corporal de la Patrulla Condenada. En última instancia, la Sociedad Secreta de Supervillanos pierde esta batalla.
Diana Prince señalaría que el intelecto de Giganta se reduce a medida que crece de tamaño, obliga a la villana sea menos racional y más propensa la violencia irracional, por lo que fue capturada por sus colegas del Departamento de Asuntos Metahumanos. Esto implicó que Giganta superase esta limitación y conservara su inteligencia completa en cualquier tamaño que tome.

### Un año después
Giganta, junto con Cheetah y el Doctor Psycho, participaron en una batalla contra Donna Troy (que asumió durante un año completo la identidad como la nueva Mujer Maravilla, un año después de los acontecimientos de la Crisis Infinita), como parte de una búsqueda de la verdadera y real "Mujer Maravilla" (buscando por doquier a la Princesa Diana de Themyscira). Los villanos continuando su búsqueda. Toman como rehén a Donna Troy, con el fin de llamar la atención de Diana en un intento de rescate, por lo que tienen que lidiar la nueva Wonder Girl (Cassie Sandsmark), Robin (Tim Drake), y con la propia Diana bajo su nueva identidad como la agente del gobierno Diana Prince. Giganta y sus aliados también luchan contra Hércules, con Giganta cayendo en combate contra el legendario campeón.
Giganta se haría pasar por profesora de la Universidad de Ciudad Ivy Town donde Ryan Choi (El cuarto en ser Átomo) estudiaba. Infectado y controlado por M'Nagalah, un monstruoso dios cáncer, fue enviada para seducir y capturar a Ryan Choi, el nuevo Atom, en el proceso, fue tan lejos como para tragarse al héroe con vida estando en su forma más diminuta (sin embargo logra escapar, además, también descubre que tiene un pirsin en la lengua). Ahora libre del control de M'Nagalah, una aparentemente arrepentida Doctora Zuel conservaría su puesto en la Universidad de Ivy Town, acercándose a Ryan en una segunda oportunidad, a pesar de las extrañas circunstancias de su primer encuentro.
Antes de su segunda cita, Átomo sería abordado por la Mujer Maravilla en nombre del Departamento de Asuntos Metahumanos pidiéndole que llevara un micrófono a su cita con la Doctora Zuel. Después de confesarle su deseo de reformarse, se le informa que Ryan ha estado usando un micrófono y arranca el techo del restaurante para ver a la Mujer Maravilla y a Ryan hablando, sin saber que Ryan ya había retirado sus micrófonos. Entonces, una lucha entre la Mujer Maravilla y Giganta se produce. La Mujer Maravilla lleva a cabo una pelea, donde golpea rápidamente a Giganta, sin embargo, Ryan interviene para detener a la Mujer Maravilla para que deje de golpearla, después de admitir que ella había perdido su temperamento, y se dan cuenta de que la Doctora Zuel había desaparecido. Ya sea que haya escuchado o haya visto las acciones de Ryan para que dejara sus acciones criminales y le causara un mayor perjuicio nunca se vio como tal dichos sucesos posteriores.

### Salvation Run
Giganta volvería a aparecer como miembro de la nueva Liga de la Injusticia y ahora ella es una de las villanas que aparecen en la miniserie limitada, Salvation Run.

### Crisis Final
Giganta regresaría como miembro de la Sociedad Secreta de Supervillanos de Libra, durante los acontecimientos del evento de la historieta Crisis Final, aparece siendo esclava de Darkseid junto a varias mujeres superpoderosas. Ahora se llamar Gigantrix. A lo largo de la serie ella aparece luchando como una de las nuevas encarnaciones de las Furias de Apokolips junto con la Mujer Maravilla, Batwoman y Catwoman. Ella está poseída por el espíritu de la furia Stompa, y sería liberada cuando Supergirl le rompe el cráneo y las tibias cruzadas y la máscara de la cara.
Giganta es atacada por Diana cuando se dirigía a una cita con Ryan Choi, implicando que su relación había sobrevivido a pesar de sus anteriores dificultades. En un tono más suave que en sus apariciones en la serie limitada All-New Atom, ella aprende a aceptar y respetar lo errores de su vida causado por sus diferentes estilos de vida, hasta el punto de ayudar a la Mujer Maravilla en una misión, a razón de que, siendo Ryan un superhéroe, en el que ambos deberían pasar al frente su valor heroico frente a su vida privada.

### Seis SecretosVol.3
Recientemente, Bane la contrata de como uno de los nuevos miembros de los Seis Secretos. En este equipo, incluye también al asesino Dwarfstar, que recientemente había contratado a Deathstroke y a sus Titanes de Alquiler para matar a Ryan Choi. Giganta parece que inicialmente es consciente de este hecho, admitiendo que Dwarfstar sabe que ella estaba saliendo con Átomo (a pesar de la gran diversión que le ocasionó esto a Dwarfstar). Después de una desastrosa misión en Skartaris, Amanda Waller le revela los detalles del asesinato de Ryan a Giganta. Después de atraer a Dwarfstar a su dormitorio con la promesa de sexo, Giganta lo despoja de su cinturón (la fuente de sus poderes) y lo golpea sometiéndolo. Se oyó por última vez a ella cubriendo la boca de Dwarfstar con cinta adhesiva para ahogarlo en sus gritos, diciéndole que ella planea mantenerlo vivo para que pudiera prolongarle su sufrimiento.

### Los Nuevos 52/DC: Renacimiento

#### Trinity War
En Los Nuevos 52 (un reinicio de la línea de historietas y la continuidad del Universo DC en 2011), Giganta aparece como miembro de la Sociedad Secreta de Supervillanos durante los acontecimientos del evento denominado "Trinity War". Ella ayuda a Vándalo Salvaje y se encarga de rastrear las señales del paradero de Pandora. Cuando los tres villanos atacan a Pandora, ésta es sometida con éxito por Giganta. El diseño de su traje combina elementos de versión original junto al traje visto en los acontecimientos de Un año después.

#### Maldad Eterna/Trinidad del Pecado - Pandora
Tras su primer encuentro con Pandora, Giganta regresa a vengarse de Pandora tras la conclusión del evento conocido como Maldad Eterna. Durante su combate, Pandora ve en el alma de Giganta, y le revela la historia de su origen. Doris Zuel era una niña acosada con una enfermedad en la sangre, pero se cura a sí misma con un procedimiento radical, que le otorgaría sus poderes de crecimiento. Un efecto secundario en la operación no probado fue lo que le redujo su intelecto.
Giganta posteriormente sería reclutada por los agentes de S.H.A.D.E. para servir como agente activo superior a lo normal, para colaborar en la lucha contra vampiros y otros monstruos. Ella es tentada por la oferta de un perdón por sus crímenes pasados, casi tanto como por la oportunidad de matar a las criaturas, que ella admite que disfruta.

#### DC: Renacimiento
Tras los hechos contados en el One-shot DC Universe: Rebirth, Giganta reaparecería junto a varios otros villanos cuando se enfrentaron a la Liga de la Justicia. Ella aparece con un aspecto parecido en Los Nuevos 52, sugiriendo que sus orígenes no han sufrido modificación alguna.

## Poderes y habilidades
Giganta Tiene la capacidad de aumentar su tamaño desde 2 metros hasta varios cientos. Estos poderes parece que han sido dados mágicamente, ya que incluso Black Alice es capaz de copiar sus poderes. Aunque su fuerza y resistencia no son superhumanas hasta que crece, es todavía una enemiga formidable poseyendo una formación en combate cuerpo a cuerpo. Siendo gigante, es bastante fuerte, y posee bastante resistencia, la suficiente para mantener un combate contra Wonder Woman. El traje de Giganta está especializado para crecer con ella y mejorar su vulnerabilidad. Incluso en forma normal, es a prueba de balas, además de poseer resistencia al calor y al frío extremo. Giganta Es también una científica brillante, quien posee una gran inteligencia sin importar su tamaño. Sin embargo, en el pasado, tenía un defecto el proceso de crecimiento, que causaba que Doris perdiera el control, se tornara violenta y por consiguiente, su notoria reducción de su intelecto, que sin embargo, lograría corregir posteriormente.

## Otras versiones alternativas

### Odyssey
En la historia Odisea' que fue publicado en las páginas del cómic de Wonder Woman, en la edición #601 al 614, Giganta era uno de los muchos personajes re-imaginados en una realidad alternativa creada por la diosa Némesis. Ella era parte de un trío, junto con Artemis de Bana-Mighdall y Barbara Ann Minerva, como amazonas muertas que eran resucitados por Morrigan para cazar a la Mujer Maravilla.
Giganta no poseía ningún poder para alterar su tamaño, en lugar de confiar en una enorme fuerza natural (lo suficientemente fuerte como para romper una estatua de piedra y lanzar un autobús escolar) junto con un hacha de dos puntas para luchar. Ella aparece vestida con atuendo de batalla amazónica decorada con un estampado de leopardo, en un homenaje a su traje original, teniendo en esta ocasión más de 182 cm de altura.
Finalmente, Giganta aparecería estando del lado de Diana después de haberle mostrado la verdad sobre las mentiras que Morrigan le había hecho creer. Ella se une a ella en el ataque a su fortaleza, matando a Bellona con su hacha mientras su carne es fundida con sus huesos por la magia de la diosa.

### Justice
Giganta fue presentada como miembro de la Legión del Mal en la maxiserie limitada dibujada y escrita por Alex Ross, Justice. Aquí ella está con su traje tradicional, a pesar de que se disfraza brevemente ella misma como enfermera y lleva un equipo de caza en su primera aparición. Ella intenta asesinar a Átomo en su propia oficina usando un rifle de francotirador, pero Palmer es distraído por una llamada telefónica y en su lugar se golpeó el hombro. Más tarde, en el hospital, Giganta intenta sofocar a Átomo hasta la muerte con una almohada, a pesar de que este escapa usando su cinturón y golpea a Giganta con una ventana en un intento por conseguir su objetivo. Más tarde, cuando la Legión le brinda por su aparente victoria, se la ve hablando con Gorilla Grodd sobre sus sospechas hacia Lex Luthor y Brainiac sobre los verdaderos objetivos personales de ambos. Cuando la Liga de la Justicia asalta al Salón de la Legión del Mal, Giganta combate a la Liga en su conjunto en lugar de cualquier objetivo en particular. Al final, ella es derrotada por Rita Farr de la Patrulla Condenada. Su origen sigue la senda de la época de la edad de oro de los cómics y sus homólogos de las series animadas de DC, después de haber sido originalmente una gorila alterada en un ser humano, a pesar de que no tiene conexiones conocidas con Gorilla Grodd o la propia Ciudad Gorila.

### Flashpoint
En el universo alternativo de la serie limitada Flashpoint, dos versiones contradictorias de Giganta existían. En el tie-in de la miniserie de Lois Lane, se unieron con las Furias Amazonas, en el momento en que se hacían cargo del Reino Unido, y además, aparecieron en una emboscada a la resistencia. Posteriormente, muestran que su aspecto se asemejaba más a su contraparte de la historia de Odyssey, y ella aparentemente no poseía ningún super-poder. Ella fue vista por última vez la luchando contra Grifter en el puente de Londres, parando sus disparos con dos espadas gemelas.
Por el contrario, en la serie correspondiente a la de Hal Jordan, Otra Giganta aparece con su traje tradicional original, siendo capaz de crecer lo suficientemente grande como para agarrar y aplastar aviones de combate con sus manos. Cuando está a punto de matar a Hal, mientras él lucha por controlar su avión dañado, Giganta le dispara a los ojos de Carol Ferris, colapsando y dejando el combate sin ningún papel en el enfrentamiento.
Giganta se conoce solo por su nombre a lo largo de la miniserie limitada de Lois Lane, por lo que las dos versiones contradictorias pueden conciliarse suponiendo que dicha Giganta de hecho, puede ser simplemente otra amazona que mágicamente apareció con un traje similar.

### Wonder Woman ´77
Una ilusión de Giganta aparece en el segundo arco de la historia del cómic basado en la serie de televisión de la Mujer Maravilla, aunque ella no tiene ninguna aparición en la serie de televisión a excepción de la referencia televisiva del simio conocido como "Gargantúa". Ella, junto con varios otros enemigos, fueron creados por el Doctor Psycho con el fin de luchar contra la Mujer Maravilla. De manera similar a sus homólogos de historietas recientes, Giganta tenía la capacidad de crecer a alturas inmensas.

### La Leyenda de la Mujer Maravilla
Giganta iba a aparecer en el segundo volumen de La Leyenda de la Mujer Maravilla, un recuento sobre los orígenes de la Mujer Maravilla, escrito po Renae de Liz y Ray Dillon. Sin embargo, DC canceló el proyecto por circunstancias desconocidas. De acuerdo a una publicación de Liz, publicó una boceto de la obra preliminar con Giganta en Twitter.

## Apariciones en otros medios

### Televisión

#### Acción en vivo
- En la serie de televisión La Mujer Maravilla, se hace una referencia directa a Giganta como se vio en el episodio "Wonder Woman vs. Gargantúa", de la primera temporada de la serie, justamente al simio que aparece en dicho episodio y a su dueña, sin embargo, difiere del personaje original puesto que Gargantua no se convierte en una chica pelirroja, pero resulta siendo una Gorila hembra, como en los tiempos de la edad de oro, así como no cambia de tamaño.[46]
- Giganta también apareció en el especial televisivo La leyenda de los superhéroes interpretada por la actriz Aleshia Brevard.

#### Animación
- Giganta aparece en la serie animada de los Súper amigos con la voz de Ruth Forman. Aparece como miembro poderoso de la Legión del Mal. En la serie de televisión, tiene la capacidad de crecer (con la respectiva fuerza sobrehumana) con solamente desearlo en cualquier momento, una capacidad que no posea en los cómics anteriormente. Viste típicamente un traje de piel de leopardo, siendo de dos piezas a modo de tapa rabo. Su cuerpo muscular es un efecto de sus poderes. En el episodio "Historia de Condenada," se revela que Giganta cuándo presencia al Jefe Apache usando un polvo mágico que le había dado un anciano nativo americano de quien era su mentor. Este último lo utiliza para hacerse más grande y que así pudiera luchar contra un oso pardo. Giganta Robó ese polvo con su lazo y lo utilizó para sí misma, obteniendo la capacidad de transformarse en una potente mujer capaz de aumentar su tamaño hasta unos (15 m) como Giganta.[47]
- También aparece en el episodio de Liga de la Justicia en el episodio "Sociedad Secreta" con la voz de Jennifer Hale. Esta versión tiene un origen un tanto similar al de los cómics. A diferencia de su caracterización que resulta más brutal en los cómics, Giganta actúa de una manera más femenina en los episodios de la Liga de la Justicia, pero todavía resulta muy ansiosa en las batallas.[cita requerida] Mientras todavía tiene cabello pelirrojo y ojos azules, no lleva un traje de piel de leopardo, sino un vestido rosado, completo con pendientes y unos brazalete que aumentan de tamaño a medida que ella crece. Según Grodd, ella era una vez una simio hembra pequeña, a quién Grodd transformó a la mujer que es ahora, por lo que se convirtió en una leal seguidora de Grodd, siendo una dedicada adepta y aceptada como miembro de la Sociedad Secreta (aunque da a entender que Grodd y Giganta hicieron de esta historia para persuadir a Clayface).[48] Giganta recluta a Shade, para la sociedad secreta de Grodd. Grodd Entonces revela que Giganta era una gorila. A oír esto, Shade la mira comiéndose un plátano y simplemente le encoge los hombros y le sonríe, mostrando que no le importa. Durante su primera confrontación contra la Liga de la Justicia, derrota a la Mujer Maravilla con ayuda de Killer Frost y luego golpea a Supermán. Giganta utiliza su enorme tamaño como ventaja, luego pisa y aplasta a Supermán. Cuándo finalmente Supermán está a punto de golpearla, esta lo manipula diciéndole "no será capaz de pegarle a una mujer" (Supermán en esta continuidad ya había enfrentado previamente a mujeres como Máxima) Afortunadamente, Mujer Maravilla no tiene ningún problema dándole un golpe que la deja inconsciente.[48]
- Giganta reaparecería para la serie animada de la Liga de la Justicia Ilimitada,[49] con Jennifer Hale repitiendo su papel de Giganta. Ella intenta sacar a Grodd de la prisión con la ayuda de Bizarro (a quien manipula fingiendo ser su novia). Ella es derrotada por Wonder Woman y el miembro de Ultimen de la misma potencia, Long Shadow (quien fue un homenaje al Jefe Apache).
- Giganta apareció también en la serie animada de Batman: The Brave and the Bold, episodio "Powerless". Su aparición fue solo en un escenario hipotético cuando el Capitán Átomo discutió cómo la falta de superpoderes de Batman lo hizo vulnerable a los supervillanos. En la breve escena, Batman amenaza con detener el alboroto de Giganta, solo para que ella lo pise con calma.
- En el especial de la serie de televisión de Robot Chicken, en el episodio especial Robot Chicken DC Comics Special, Giganta es puesta su voz por parte de Alex Borstein.
- Giganta aparece en el especial de televisión de DC Super Hero Girls "Super Hero High" y su breve secuela "New Beginnings", con la voz de Grey DeLisle.
- Giganta aparece en la serie de televisión DC Super Hero Girls 2019, nuevamente con la voz de DeLisle. Ella es retratada como birracial en esta versión, con un padre caucásico y una madre afroamericana. Una inyección de un suero robado del laboratorio de sus padres le otorga poderes de crecimiento / fuerza, que se manifiestan cuando se enoja.

#### Web-serie
- Una versión de Giganta aparece en la web-serie Justice League: Gods and monsters: Chronicles.[50]
- Giganta también aparece en la web-serie DC Super Hero Girls en la segunda temporada.[51]

### Cine Casero
Giganta apareció en las siguientes películas animadas:
- Superman/Batman: Enemigos Públicos.
- Lego DC Comics Super Heroes: Justice League vs. Bizarro League.[52]
- Lego DC Comics Super Heroes: Justice League: Attack of the Legion of Doom.[52]

### Videojuegos
Giganta tiene apariciones ya sea como villano a enfrentar o haciendo un cameo dentro de las secuencias animadas de los siguientes videojuegos:
- DC Universe Online. (Personaje antagónico).[53][54][55]
- Injustice: Dioses entre nosotros (Cameo y personaje antagónico secundario).[56]
- Lego Batman 3: Beyond Gotham (Personaje jugable).[57][52]
- Scribblenauts Unmasked: A DC Comics Adventure (Uno de los miles de personajes jugables).